# National Wrestling Alliance
Ne doit pas être confondu avec The NWA (catch).
La National Wrestling Alliance (NWA) est le corps gouvernant d'un groupe de fédérations de catch (lutte professionnelle) indépendant aux États-Unis et qui approuvent différents championnats de la NWA. L'organisation est fondée en 1948 par six promoteurs de catch du Midwest. Avant les années 1980, c'est l'unique organisation pour la plupart des fédérations de catch professionnel. Elle fait « référence » avec son système de « territoires ».
Par son système, la NWA fut l'une des rares structures à pouvoir réellement être considérée comme "Fédération de catch", le mot ayant été par la suite popularisé par la WWE (Anciennement WWF).

## Histoire

### Les territoires
Avant la création de la National Wrestling Alliance (NWA) en 1948, les fédérations de catch sont nombreuses et beaucoup ont leur propre champion du Monde même si elles ne quittent que très rarement leurs bases. Le concept de la NWA est d'unir tous ces championnats pour faire un vrai champion du Monde de catch reconnu par toutes les fédérations membres. En 1948, Pinkie George, un promoteur, fondait la version originale de la National Wrestling Alliance avec le soutien de six autres promoteurs (Al Haft, Tony Strecher, Harry Light, Orville Brown, Paul George, Sam Muchnick). Cette nouvelle direction de la NWA reconnaissait Brown en tant que champion du monde des membres de l'organisation. Pendant le règne du second champion du Monde poids-lourds de la NWA, Lou Thesz, le titre était unifié avec d'autres titres “mondiaux”. Ceci légitimait la NWA qui affirmait que ce titre était un "Titre Mondial Unifié", avec une lignée qui continue aujourd'hui.
Scripteur de Lou Thesz en 1950, Muchnick, qui était à la tête de la St. Louis Wrestling Club, devenait le nouveau Président de la NWA, et restait à ce poste jusqu'en 1960, quand Verne Gagne se séparait de la NWA, et formait la American Wrestling Association. Fred Kohler devenait le Président de la NWA après avoir été le mentor du alors champion "Nature Boy" Buddy Rogers, succédant au remplaçant de Muchnick Frank Tunney, avant que Doc Karl Sarpolis, (promoteur NWA à Amarillo, Texas) devenait le Président après avoir organisé un match dans lequel le champion reconnu à Amarillo (Killer Kowalski) perdait face à Rogers en octobre 1962. Buddy Rogers devenait maintenant le catcheur le plus populaire à cette époque, et dominait ainsi les shows de catch dans l'Amérique du Nord-Est. Après que Rogers perdait officiellement le titre face à Lou Thesz en 1963, alors que la fédération NWA du Nord-Est, la Capitol Sports Wrestling (plus connue désormais sous l'appellation World Wrestling Entertainment), pouvait désormais se séparer de la NWA. La Capitol Sports Wrestling reconnaissait Rogers en tant que son champion du 'monde', ce qui amenait Muchnick à devenir président de la NWA une fois de plus. Bien que Gagne et Vince McMahon, Sr. avaient chacun leur champion du monde, les deux avaient des représentants à la direction de la NWA et échangeaient fréquemment des talents avec les membres de la NWA.
Cet arrangement était très simple, mais aussi très efficace, dans les jours d'avant que des fédérations reçoivent une exposition télévisée nationale. Les membres de la NWA se divisaient en Amérique du Nord, au Japon, dans des territoires « appartenant » à chaque promoteur qui dirigeaient. Avoir un territoire voulait dire qu’aucun autre membre de la NWA ne pouvait organiser un show de catch dans la région. Si les promoteurs qui ne sont pas à la NWA tentaient d'entrer dans un territoire NWA, ceci obligerait les membres des autres groupes à envoyer leurs stars pour contrer. Des menaces de violences ou de représailles physiques étaient même utilisés contre n'importe quel promoteur (et/ou talent) qui n'était pas d'accord avec le système des territoires. Si n'importe quel membre d'un territoire brisait les règles de la NWA, il risquait une expulsion et le fait de ne pas bénéficier de catcheurs nationalement connus dans leurs shows locaux. Pour la plupart des promoteurs sous la protection NWA, les bénéfices du fait d'être membre de l'organisation valaient vraiment le coup. Habituellement, le territoire du président de la NWA était le territoire principal. 
Le champion n'avait pas de territoire propre à lui, mais à la place voyageait de territoire en territoire, défendant le titre contre les principales stars de chaque territoire. Beaucoup de promoteurs faisaient la grande publicité de la venue du NWA World Heavyweight Champion des semaines ou mois en avance, faisant des matchs locaux pour le titre mondial plus spéciaux, et rendant les affiches des shows plus lucratifs. En ces jours, chaque fédération produisait son show TV qui était diffusé uniquement dans leur territoire, ce qui voulait dire que seuls les fans locaux pouvaient voir le champion du monde dans leur territoire. Il n'y avait pas seulement le champion qui voyageait à travers les territoires : souvent des catcheurs d'une région différente venaient dans un territoire (souvent les heels / « mauvais garçons »), et combattaient ainsi les faces (« bon gars ») les plus populaires. Si les fans locaux devenaient fatigués d'un catcheur, celui-ci pouvait aussi changer de territoire pour se tourner face à un nouveau public.

### Déclin du système des territoires
La télévision a montré le chemin de la mort du modèle de business inter-régional de la NWA, comme les fans ne pouvaient pas voir eux-mêmes les différentes storylines de chaque région; aussi, la présence de stars comme Ric Flair à la TV chaque semaine réduisait leur apparition spéciales dans chaque région. La World Wrestling Federation (WWF) de Vince McMahon, Jr. (qui a acheté la fédération Capitol Sports/World Wide Wrestling Federation de son père) utilisait cette tendance à la réunion pour faire de son territoire du nord-est la première véritable fédération nationale. Pour répondre à cette menace, les différents dirigeants de la NWA, aux côtés de la AWA, tentaient de faire des shows en commun sous la bannière Pro Wrestling USA. Cependant, des querelles intestines au sujet du pouvoir et de l'argent causaient la perte de cette entente. La AWA finissait par détenir un horaire sur ESPN, qu'elle utilisait pour diffuser un show hebdomadaire.
Pendant ce temps, pour mettre fin à la menace WWF, la Jim Crockett Promotions décidait d'unifier certains territoires de la NWA pour se « nationaliser » elle-même. Jim Crockett, Jr. rachetait les parts de certains membres, ou alors dans certains cas les laissaient mourir à petit feu pour absorber leurs rosters. Après avoir failli face à la WWF dans tous les domaines, comme les valeurs de la production TV, et autres produits dérivés, Crockett affrontait la banqueroute. Résultats des courses, il se voyait obligé en 1988 de vendre sa fédération à la Turner Broadcasting System de Ted Turner, qui l'a renommée World Championship Wrestling (WCW). En 1991, la WCW qui était alors le porte-drapeau de la NWA, réalisait que la NWA avait plus besoin d'elle qu'elle n'a besoin de la NWA -- et mettait ainsi un terme à leur alliance. La WCW continuait cependant, à affirmer certains aspects de la NWA pour la plupart de ses titres. Pour rendre les choses encore plus confuses, la WCW passait la grande partie de l'année 1992 et 1993 à reconnaître les champions du Monde de la WCW et de la NWA. En septembre 1993, la WCW mettait un terme définitif à ses relations avec la NWA, à la suite d'une poursuite judiciaire sur le fait de savoir si oui ou non la WCW avait le droit de sélectionner les champions de la NWA sans le consentement de la NWA elle-même.
Après la disparition de la AWA mi-1990, et la création de la Extreme Championship Wrestling (ECW) en 1992, la NWA n'était plus que l'ombre d'elle-même. Dans les années 1990, l'organisation devenait même oubliée au profit des fédérations indépendantes pendant la période des Monday Night Wars entre la WCW et la WWF.

### La NWA aujourd’hui
Aujourd'hui, il y a toujours un groupe de promoteurs qui sont membres de la NWA et continuent d'utiliser le nom NWA, bien que (avec l'exception de la promotion de Steve Rickard en Nouvelle-Zélande) aucun membre ne détient la direction de la fédération comme dans les « jours glorieux » de l'organisation dans les années 1940-1980.
Pour rejoindre la NWA, un promoteur doit auparavant avoir opéré pendant une année dans un territoire qui n'est pas connecté par n'importe lequel membre de la NWA, et leur application doit être approuvée par la majorité des votes de la direction - bien qu'il y a nombre d'exceptions possibles. En août 2005, la présidence de la NWA était dissoute et les pouvoirs assumés par les membres de la direction, à la suite de la résignation de Ernie Todd (dirigeant de NWA : Canadian Wrestling Federation). Sur le site de sa fédération, il n'a pas fait que d'annoncer son départ de la NWA et de la direction, Todd a aussi affirmé qu'il rejoignait la AWA Superstars of Wrestling. D'autres membres de la direction de la NWA ont donné leurs sentiments sur le départ de Todd, et sa décision de rejoindre la AWA. Il était annoncé sur le site de la NWA le lundi 10 octobre 2005, que l'actuel conseiller de la NWA Bob Trobich devenait le nouveau Directeur Exécutif. En tant que Directeur Exécutif de la NWA, Trobich devenait la personne la plus haut placée dans la direction de la NWA.

### L'ère Billy Corgan (2017-...)
Le 1er mai 2017, Billy Corgan rachète la fédération.

## Liste des promotions de la National Wrestling Alliance
Le nom NWA a été le plus mis ces dernières années en conjonction avec la Total Nonstop Action Wrestling (TNA), une fédération lancée par un ancien membre de la NWA Jeff Jarrett et son père le promoteur Jerry Jarrett en 2002, qui rejoignait la NWA en 2004. En 2004, la TNA négociait une nouvelle entente pour avoir les droits sur le nom NWA et l'utilisation du NWA World Heavyweight Championship et NWA World Tag Team Championship pour dix ans. Le 13 mai 2007, la NWA annonçait qu'elle mettait fin à l'entente, révoquant les statuts des actuels champions World Heavyweight et World Tag Team, et annonçant la tenue de tournois pour les deux titres désormais vacants. En réalité, les deux parties voulaient mettre fin à leur entente, comme la TNA voulait créer ses propres titres, et que la direction de la NWA voulait contrôler ses propres champions.
La plus grosse fédération membre récemment de la NWA aux États-Unis était sans doute NWA Wildside. Elle aura diffusé un show 300 semaines consécutives avant sa fermeture en avril 2005, quand le dirigeant Bill Behrens, signait une entente avec la WWE.
La plus grosse fédération membre de la NWA était la New Japan Pro Wrestling, qui est classée comme la deuxième plus grosse fédération de catch au monde (après la WWE). La NJPW était dirigée par le membre de la NWA, et catcheur légendaire, Antonio Inoki. La NJPW organise des évènements à travers le Japon, et en a aussi organisé en Europe et aux États-Unis. En 2007, Inoki quittait sur un différend la NJPW qu'il avait fondée pour créer la Inoki Genome Federation qui devenait du coup la fédération reconnue de la NWA au Japon à la place de la NJPW.
En 2008, la NWA et la International Catch Wrestling Alliance se rapprochent. Bien que les détails de cette association soient encore inconnues, la ICWA fait maintenant officiellement partie du réseau NWA France.

## Liste des présidents
| #  | Président                       | Période   | Promotion d'origine                                        |
| -- | ------------------------------- | --------- | ---------------------------------------------------------- |
| 1  | Paul "Pinkie" George            | 1948-1950 | NWA Iowa                                                   |
| 2  | Sam Muchnick                    | 1950-1960 | Sam Muchnick Sports Attractions / St. Louis Wrestling Club |
| 3  | Frank Tunney                    | 1960-1961 | Maple Leaf Wrestling                                       |
| 4  | Fred Kohler                     | 1961-1962 | NWA Chicago                                                |
| 5  | Karl Sarpolis                   | 1962-1963 | NWA Western States Sports                                  |
| 6  | Sam Muchnick                    | 1963-1975 | St. Louis Wrestling Club                                   |
| 7  | Jack Adkisson (Fritz Von Erich) | 1975-1976 | World Class Championship Wrestling                         |
| 8  | Edward Gossett (Eddie Graham)   | 1976-1978 | Championship Wrestling from Florida                        |
| 9  | Bob Geigel                      | 1978-1980 | Central States Wrestling                                   |
| 10 | Jim Crockett, Jr.               | 1980-1982 | Jim Crockett Promotions                                    |
| 11 | Bob Geigel                      | 1982-1985 | Central States Wrestling                                   |
| 12 | Jim Crockett, Jr.               | 1985-1986 | Jim Crockett Promotions                                    |
| 13 | Bob Geigel                      | 1986-1987 | Central States Wrestling                                   |
| 14 | Jim Crockett, Jr.               | 1987-1991 | Jim Crockett Promotions                                    |
| 15 | Jim Herd                        | 1991-1992 | World Championship Wrestling                               |
| 16 | Seiji Sakaguchi                 | 1992-1993 | New Japan Pro Wrestling                                    |
| 17 | Howard Brody                    | 1993-1995 | NWA Florida                                                |
| 17 | Dennis Coralluzzo               | 1993-1995 | Championship Wrestling America                             |
| 17 | Steve Rickard                   | 1993-1995 | All-Star Pro Wrestling                                     |
| 18 | Steve Rickard                   | 1995-1996 | All-Star Pro Wrestling                                     |
| 19 | Howard Brody                    | 1996-2001 | NWA Florida                                                |
| 20 | Jim Miller                      | 2001-2002 | Pro Wrestling eXpress                                      |
| 21 | Richard Arpin                   | 2002-2003 | NWA Tri-State                                              |
| 22 | Bill Behrens                    | 2003-2004 | NWA Wildside                                               |
| 23 | Ernie Todd                      | 2004-2005 | Canadian Wrestling Federation                              |
| 24 | Robert Trobich                  | 2005-2012 | N/A                                                        |
| 25 | David Baucom                    | 2012      | NWA Carolinas                                              |
| 26 | R. Bruce Tharpe                 | 2012-2017 | NWA World Class                                            |
| 27 | Billy Corgan                    | 2017-...  | N/A                                                        |

## Programme

### NWA Powerrr
Le 8 octobre 2019, la NWA lance son show hebdomadaire, NWA Powerrr qui se tient tous les mardis soir.

### NWA Shockwave
NWA Shockwave est une émission de télévision Web diffusée les mardis sur la chaîne YouTube. L'émission a commencé le 1er décembre 2020.

### UWN Primetime Live
Le 10 août 2020, il a été annoncé que NWA s'associera à United Wrestling Network  pour produire en direct le pay-per-view hebdomadaire nommé UWN Primetime Live. Le premier événement a été diffusé le 15 septembre.

## Évènements
| Événement             | Date             | Ville                     | Lieu                              | Main Event                                                                                 |
| --------------------- | ---------------- | ------------------------- | --------------------------------- | ------------------------------------------------------------------------------------------ |
| 70th Anniversary Show | 21 octobre 2018  | Nashville, Tennessee      | Tennessee State Fairgrounds Arena | Nick Aldis (c) contre Cody pour le NWA World Heavyweight Championship                      |
| New Years Clash       | 5 janvier 2019   | Clarksville, Tennessee    | Wilma Rudolph Event Center        | Nick Aldis (c) contre James Storm pour le NWA World Heavyweight Championship               |
| Crockett Cup          | 27 avril 2019    | Concord, Caroline du Nord | Cabarrus Arena                    | Nick Aldis (c) contre Marty Scurll pour le NWA World Heavyweight Championship              |
| Into The Fire         | 14 décembre 2019 | Atlanta, Géorgie          | GPB Studios                       | Nick Aldis (c) contre James Storm pour le NWA World Heavyweight Championship               |
| Hard Times            | 24 janvier 2020  | Atlanta, Géorgie          | GPB Studios                       | Ricky Starks contre Trevor Murdoch pour couronner le nouveau NWA World Television Champion |
| Back For The Attack   | 21 mars 2021     | Atlanta, Géorgie          | GPB Studios                       | Nick Aldis (c) vs. Aron Stevens pour le NWA World Heavyweight Championship                 |

## Championnats
| Championnat                               | Champion(s) actuel(s)                             | Ancien(nes) Champion(nes)                    | Date de victoire |
| ----------------------------------------- | ------------------------------------------------- | -------------------------------------------- | ---------------- |
| NWA World Heavyweight Championship        | Thom Latimer (1)                                  | EC3 (1)                                      | 31 août 2024     |
| NWA World Television Championship         | Carson Drake (1)                                  | Max The Impaler (1)                          | 26 octobre 2024  |
| NWA National Heavyweight Championship     | Mims (1)                                          | Vacant                                       | 31 août 2024     |
| NWA World Junior Heavyweight Championship | Alex Taylor (1)                                   | Joe Alonzo (1)                               | 28 juin 2024     |
| NWA Mid-America Heavyweight Championship  | Jeremiah Plunkett (1)                             | Joe Alonzo (1)                               | 28 juin 2024     |
| NWA World Women's Championship            | Kenzie Paige (1)                                  | Kamille (1)                                  | 28 août 2023     |
| NWA World Women's Television Championship | Big Mama (1)                                      | Vacant                                       | 18 octobre 2024  |
| NWA World Women's Tag Team Championship   | The It Girls (Ella Envy & Miss Star) (1)          | The King Bees (Charity King & Danni Bee) (1) | 31 août 2024     |
| NWA World Tag Team Championship           | Knox et Trevor Murdoch (1)                        | Blunt Force Trauma (Carnage & Damage) (1)    | 1 juin 2024      |
| NWA United States Tag Team Championship   | The Country Gentlemen (AJ Cazana & KC Cazana) (1) | Daisy Kill and Talos (1)                     | 31 août 2024     |

## Personnel

### Catcheurs
| Nom de ring            | Nom réel            | Notes                                                                     |
| ---------------------- | ------------------- | ------------------------------------------------------------------------- |
| A.J. Cazana            | Andrew Cazana       |                                                                           |
| Alex Misery            | Alex Figueroa       |                                                                           |
| Alex Taylor            | Alex Taylor         | NWA World Junior Heavyweight Champion NWA United States Tag Team Champion |
| Baron Von Storm        | Timothy Scoggins    |                                                                           |
| BLK Jeez               | Darnell Kittrell    |                                                                           |
| Bryan Idol             | Brian Balch         | World Television Champion                                                 |
| Burchill               | Paul Burchill       |                                                                           |
| Carnage                | Marshé Rockett      |                                                                           |
| Carson Drake           | Inconnu             |                                                                           |
| Colby Corino           | Colby Steven Corino |                                                                           |
| Daisy Kill             | Inconnu             |                                                                           |
| Damage                 | Rodney Begnaud      |                                                                           |
| Damian Fenrir          | Inconnu             |                                                                           |
| EC3                    | Michael Hutter      |                                                                           |
| Eric Smallz            | Eric Marcum         |                                                                           |
| Gaagz the Gymp         | Andrew Pulido       |                                                                           |
| Hunter                 | Inconnu             |                                                                           |
| Jay Bradley            | Brad Bradley        |                                                                           |
| Jeremiah Plunkett      | Jeremiah Plunkett   | Mid-America Heavyweight Champion                                          |
| KC Cazana              | Inconnu             |                                                                           |
| Kerry Morton           | Kerry Morton        | NWA United States Tag Team Champion                                       |
| Kratos                 | Inconnue            |                                                                           |
| Lev                    | Inconnu             |                                                                           |
| Mike Knox              | Michael Hettinga    | NWA World Tag Team Champion                                               |
| Mike Mondo             | Michael S. Brendli  |                                                                           |
| Mims                   | Matthew Mims        | NWA National Heavyweight Champion                                         |
| Odinson                | Reginald Gibbs      |                                                                           |
| Pretty Boy Smooth      | Inconnu             |                                                                           |
| Ricky Morton           | Richard Morton      |                                                                           |
| Sage Chantz            | Inconnu             |                                                                           |
| Silas Mason            | Silas Mason         |                                                                           |
| Slade                  | Inconnu             |                                                                           |
| Talos                  | Zechariah Smith     |                                                                           |
| Thom Latimer           | Thomas Latimer      | NWA World Heavyweight Champion                                            |
| Tommy Rant             | Inconnu             |                                                                           |
| Trevor Murdoch         | William Mueller     | NWA World Tag Team Champion                                               |
| Tyler Franks           | Inconnu             |                                                                           |
| Wrecking Ball Legursky | Waylon Legursky     |                                                                           |
| Zyon                   | Eric Thompson       |                                                                           |

### Catcheuses
| Nom de ring     | Nom réel           | Notes                                                                     |
| --------------- | ------------------ | ------------------------------------------------------------------------- |
| Big Mama        | Inconnue           |                                                                           |
| Kenzie Paige    | Kenzie Paige       | NWA World Women's Champion                                                |
| Kylie Paige     | Kylie Henry        |                                                                           |
| La Rosa Negra   | Nilka García Solís |                                                                           |
| Max the Impaler | Max Lindsey        |                                                                           |
| Miss Starr      | Mikala Smith       |                                                                           |
| Natalia Markova | Natalia Markova    |                                                                           |
| Tiffany Nieves  | Inconnue           | NWA World Women's Tag Team Champion World Women's Television Championship |
| Valentina Rossi | Inconnue           | NWA World Women's Tag Team Champion                                       |

### Autres membres du personnel
| Nom de scène          | Nom réel         | Notes                                     |
| --------------------- | ---------------- | ----------------------------------------- |
| Aron Stevens          | Aaron Haddad     | Manager des Blunt Force Trauma Producteur |
| Austin Idol           | Michael McCord   | Manager des Idolmania Sports Management   |
| Danny Dealz           | Anthony Lucassio | Commentateur                              |
| Father James Mitchell | James Michell    | Manager de The Miserably Faithful         |
| Joe Galli             | Joseph Galli     | Commentateur                              |
| Kyle Davis            | Kyle Davis       | Annonceur Intervieweur                    |
| May Valentine         | Mayra Dias Gomes | Intervieweuse                             |

### Arbitres
| Nom de scène  | Nom réel      | Notes |
| ------------- | ------------- | ----- |
| Jarrod Fritz  | Jarrod Fritz  |       |
| Kevin Keenan  | Kevin Keenan  |       |
| Scott Wheeler | Scott Wheeler |       |

### Personnel backstage
| Nom de scène | Poste                                      |
| ------------ | ------------------------------------------ |
| Bill Behrens | Producteur                                 |
| Billy Corgan | Propriétaire Président                     |
| Jazz         | Productrice                                |
| Pat Kenney   | Responsable des relations avec les talents |